# China League Two
Die China League Two (chinesisch 中国足球协会乙级联赛) ist die dritthöchste Spielklasse im chinesischen Männerfußball; bis 1989 war sie die zweithöchste Spielklasse.

## Modus
Die Saison findet innerhalb eines Kalenderjahres statt. Die Liga ist dabei in eine Nord- und eine Süddivision mit jeweils zehn Teams aufgeteilt und jeder Verein bestreitet ein Heim- und ein Auswärtsspiel gegen jede andere Mannschaft seiner Division. Die jeweils vier besten Mannschaften der beiden Divisionen treten danach im Play-off-System gegeneinander an während die sechs jeweils verbliebenen Mannschaften in Duellen gegen den jeweils Gleichplatzierten der anderen Division die Plätze neun bis zwanzig in Hin- und Rückspiel ausspielen. Es gilt auch hier die Drei-Punkte-Regel; bei Punktgleichheit entscheidet der direkte Vergleich. Die beiden Finalisten der Play-offs steigen in die China League One auf. Absteiger gibt es keine.

## Meister und Aufsteiger
| Saison | Meister                     | Zweiter                | Dritter                   |
| ------ | --------------------------- | ---------------------- | ------------------------- |
| 1989   | Foshan                      | Locomotive             | Wuhan B und Jilin         |
| 1990   | Jilin                       | Sichuan                | Wuhan B und Shandong B    |
| 1991   | Shandong                    | Guangxi                | Qingdao und Shanghai B    |
| 1992   | Qingdao                     | Wuhan B                | Guangzhou B und Hunan     |
| 1993   | nicht ausgetragen           |                        |                           |
| 1994   | Shenzhen FC                 | Shanghai Yuyuan        | Dalian Yiteng             |
| 1995   | Shanghai Pudong             | Henan Construction     | Dalian Shunfa             |
| 1996   | Tianjin Vanke               | Shenzhen Kings Par     | Chengdu Wuniu             |
| 1997   | Jiangsu Gige                | Chengdu Wuniu          | Chongqing Hongyan         |
| 1998   | Guangzhou Baiyunshan        | Beijing Kuanli         | Dalian Yiteng             |
| 1999   | Henan Construction          | Bayi Youth             | Qingdao Hailifeng         |
| 2000   | Sichuan Mianyang            | Tianjin Lifei          | Guangzhou Baiyunshan      |
| 2001   | Dalian Saidelong            | Liaoning Youth         | Hangzhou Luyuan           |
| 2002   | Harbin Lange                | Guangdong Xiongying    | Dalian Sundy              |
| 2003   | Dalian Sundy                | Xi’an Anxinyuan        | Yanbian FC                |
| 2004   | Shanghai The9               | Yanbian FC             | Yunnan Lijiang Dongba     |
| 2005   | Nanchang Bayi Hengyuan      | Beijing Hongdeng       | Dongguan Nancheng         |
| 2006   | Beijing BIT                 | Harbin Yiteng          | Anhui Jiufang             |
| 2007   | Shanghai East Asia          | Sichuan FC             | Anhui Jiufang             |
| 2008   | Shenyang Dongjin            | Guangdong Sunray Cave  | Three Gorges Kangtian     |
| 2009   | Hunan Billows               | Hubei Greenery         | Beijing Baxy              |
| 2010   | Dalian Aerbin               | Tianjin Songjiang      | Guizhou Zhicheng          |
| 2011   | Harbin Yiteng               | Chongqing FC           | Fujian Smart Hero         |
| 2012   | Guizhou Zhicheng            | Hubei Huakaier         | Shenzhen Fengpeng         |
| 2013   | Qingdao Hainiu              | Hebei Zhongji          | Shenzhen Fengpeng         |
| 2014   | Jiangxi Liansheng           | Taiyuan Zhongyou Jiayi | Guizhou Zhicheng          |
| 2015   | Meizhou Kejia               | Dalian Transcendence   | Sichuan Longfor           |
| 2016   | Lijiang Jiayunhao           | Baoding Yingli Yitong  | Jiangxi Liansheng         |
| 2017   | Heilongjiang Lava Spring    | Meixian Techand        | Yinchuan Helanshan        |
| 2018   | Sichuan Longfor             | Nantong Zhiyun         | Shaanxi Chang’an Athletic |
| 2019   | Liaoning Shenyang Urban FC  | Chengdu Rongcheng FC   | Taizhou Yuanda FC         |
| 2020   | Wuhan Three Towns FC        | Zibo Cuju FC           | Nanjing City FC           |
| 2021   | Qingdao Hainiu              | Hebei Kungfu FC        | Guangxi Pingguo Haliao FC |
| 2022   | Jinan Xingzhou FC           | Dandong Tengyue FC     | Yanbian Longding FC       |
| 2023   | Chongqing Tongliang Long FC | Dalian Zhixing FC      | Yunnan Yukun FC           |
| 2024   | Guangdong GZ-Power FC       | Dalian K'un City FC    | Shenzhen Juniors FC       |